# Lissodrillia simpsoni
Lissodrillia simpsoni is een slakkensoort uit de familie van de Drilliidae. De wetenschappelijke naam van de soort is voor het eerst geldig gepubliceerd in 1887 door Dall.